# Banisilan
Banisilan es un municipio filipino de segunda categoría, situado al sur de la isla de Mindanao. Forma parte de  la provincia de Cotabato del Norte situada en la Región Administrativa de Soccsksargen también denominada Región XII. 
Para las elecciones está encuadrado en el Tercer Distrito Electoral de esta provincia.

## Geografía
Municipio situado en el cuadrante norte de esta  provincia de Cotabato; limita al norte con el municipio de Wao en la provincia de Lanao del Sur; al el este con Carmen;  al noreste con los municipios de Pangantucán y de Kandingilán, ambos en la provincia de  Bukidnon; al oeste con Alamada; y al sur con el municipio de Pikit.

### Barrios
El municipio se divide, a los efectos administrativos, en 20 barangayes o barrios, conforme a la siguiente relación:
| - Busaon - Capayangan - Carugmanan - Gastav | - Kalawaig - Kiaring - Malagap - Malinao | - Miguel Macasarte - Pantar - Paradise - Pinamulaan | - Población I - Población II - Puting-bato - Salama | - Tailandia - Tinimbacan - Tumbao-Camálig - Wadya |  |

## Historia

### Influencia española
Este territorio   fue parte  del Imperio español en Asia y Oceanía (1520-1898).
Hacia 1696 el capitán Rodríguez de Figueroa obtiene del gobierno español el derecho exclusivo de colonizar Mindanao.
El 1 de febrero de este año parte de Iloilo alcanzando la desembocadura del Río Grande de Mindanao, en lo que hoy se conoce como la ciudad de Cotabato.

### Independencia
El 17 de julio de 1956, el presidente Ramón Magsaysay crea una reserva de  100.018 hectáreas para reasentamiento de colonos. 
El mencionado proyecto de reasentamiento comprenderá tres municipios uno de los cuales fue titulado Proyecto de Reasentamiento N º 1 de Cotabato del Norte. En el transcurso del tiempo afluyeron muchos campesinos calificados pero sin tierra procedentes de casi todas las regiones del archipiélago.
Así, el 19 de marzo de 1959, se establece el primer grupo de colonos procedentes de Panay siendo Jesús T. Alisasis el primer teniente de alcalde. En los meses siguientes llegaron más pobladores procedentes de Luzón.
Banisilan fue creado como municipio separado de Carmen el 8 de febrero de 1982.